# 손권
오 태조 대황제 손권(吳 太祖 大皇帝 孫權, 182년 음력 11월 11일 ~ 252년 음력 4월 26일)은 중국 후한 말의 군웅이자 삼국시대 동오를 건국한 초대 황제이다. 자는 중모(仲謀)이며 양주(揚州) 오군 하비군(下邳郡) 사람이다. 손견(孫堅)의 차남이며, 손책(孫策)의 동생이다.
200년, 강동(江東)의 맹주인 손책이 급사하자 토로장군(討㺐將軍)의 자리에 올라 강동을 다스렸다. 조조(曹操)와 유비(劉備)의 침공을 방어하여 삼국정립에 기여하였으며, 229년 스스로 황제로 즉위하여 동오를 건국하였다. 수성(守成)의 명수로 널리 평가되고 있다.

## 생애

### 초반
아버지 손견은 갓 태어난 손권의 풍모를 보고 고귀한 위치에 오를 상이라며 기뻐했다. 초평 3년(192년) 손견이 유표와의 전투에서 전사한 후 원술 밑에서 몸을 의지하고 있던 손책이 강동에서 궐기하자 손권은 형을 따라 각지를 전전하였다. 손권은 명랑하고 도량이 넓고, 생각이 깊으면서 동시에 결단력도 가지고 있었다고 한다. 그 때문에 손책은 책략을 세울 때 항상 손권과 상의하였고, 그의 의견을 높이 평가하여 손책 자신도 그에게 못 미친다고 말했다.
손권은 겨우 15살(196년)에 양선현의 수장이 되었고 그로부터 얼마 뒤 추천을 받아 봉의교위대행이라는 직무를 맡게 된다. 199년(건안 4년) 손권은 손책을 따라 여강태수 유훈을 쳐서 격파하고, 더욱 진군해 사선(沙羨)에서 황조(黃祖)를 격파했다. 그러나 200년에 손책은 허공(許貢) 휘하의 자객에게 습격 당해 26세로 단명하고 만다. 장사(長史) 장소(張昭)는 후계자로 손견의 3남 손익(孫翊)을 추천했지만 손책은 19세의 손권에게 후사를 부탁했다. 손권은 형의 죽음을 슬퍼해 울음을 그치지 않았는데, 장소는 그를 격려해 상복을 벗게 하고 말에 태워 진영을 시찰하도록 했다. 훗날 손권은 손견을 무열황제(武烈皇帝)에 추증했지만 손책은 장사환왕(長沙桓王)으로 추증했다.

### 집권 이후
당시 오나라가 지배하던 지역은 회계, 오군, 단양, 예장, 노릉 등이었지만 그들 군에서도 험준한 오지까지는 복종시키지 못하고 있었다. 또한 군신 관계도 제대로 정착되지 않아 항상 사태를 주시하면서 주군을 물갈이하던 시대였다. 그러나 주유와 장소는 손권이 장차 대업을 이룰 수 있는 인물이라고 예견하고 정성을 다해 그를 섬긴다. 그리고 장소를 스승으로 예우하고 주유, 정보, 여범 등을 군사지휘관에 임명하며, 노숙과 제갈근 등 우수한 인재를 불러들였다. 그런 다음 그들을 각지에 파견해 불복종 지역을 토벌할 것을 명했다. 조조는 손책의 죽음을 기회로 삼아 손권을 공격하려 했지만, 오나라의 사자로 허도에 머물고 있던 장굉은 오히려 은혜를 베풀어야 한다며 조조를 설득했다. 그래서 조조는 손권을 토로장군에 임명하고 회계태수를 겸임시켰다.
202년 원소(袁紹)를 격파한 조조는 손권에게 편지를 보내 자식을 인질로 보내도록 요구했다. 손권은 주유와 어머니 오씨 부인과 상의한 뒤, 결국 인질을 보내지 않았다. 같은 해 오씨 부인이 서거했다.
203년 손권은 황조를 토벌하러 나서 그 수군을 격파했다. 하지만 거성을 함락시키지 못한 사이에 산악지대의 불복종민이 불온한 움직임을 보이자 회군해 진압하였다. 207년에도 황조를 공격해 많은 사람들을 포로로 끌고왔다. 208년 봄, 손권은 또다시 황조를 공격했다. 황조는 수군으로 손권의 침공을 저지하려 했지만 여몽에게 격파되었다. 그리고 능통, 동습 등이 정예병을 이끌고 공격했기 때문에 거성은 마침내 함락되었고, 황조는 병사 풍칙에게 죽임을 당했다. 이로써 손권은 아버지의 원수를 갚았다. 손권은 이 과정에서 황조의 부장이었던 감녕도 얻게 된다.

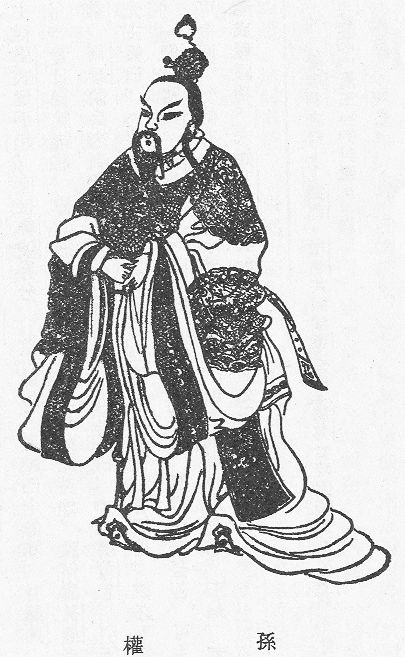
손권

같은 해 형주목 유표가 죽자 조조는 형주를 침공하고, 유표의 후계자 유종은 조조에게 항복한다. 남쪽으로 도망온 유비는 제갈량을 손권에게 사자로 보냈다. 손권은 개전과 항복을 놓고 결단하지 못했는데, 제갈량에게 설득당해 유비와 동맹을 체결하여 조조와 싸우기로 결정하였다. 그 무렵 조조로부터 “이번에 수군 80만의 군세를 정비하여 그대와 오나라 지역에서 사냥을 하고 싶다”라는 편지가 당도했다. 군신들은 항복하지 않으면 토벌하겠다는 조조의 최후통첩으로 알고 두려워했다. 장소 등이 항복을 주장하며 신료들 간에 논의가 길어지자 손권도 차츰 마음이 약해지기 시작했다. 하지만 항전파 주유의 한마디로 개전을 결의, 손권은 책상 모서리를 칼로 자르며 “앞으로 항복을 입에 담는 자는 이 책상과 같은 운명이 될 것”이라며 단호한 의지를 표명했다. 전황은 조조 진영에서 역병이 돌고 황개의 거짓 항복이 조조에게 통해서 싸움이 우세하게 전개되어갔다. 그리고 마지막으로 적벽에서 조조군을 완전히 격파하였다.
209년 주유는 1년간의 공방 끝에 조인을 남군에서 퇴각시켜 그 지역을 평정했다. 손권은 주유를 남군태수로 임명하고 좌장군 유비가 형주목을 맡아 공안에 근거지를 구축했다. 그러나 손권은 조조를 같이 견제할 수 있는 동맹세력을 얻고자, 여동생 손부인(?-?)을 부인과 사별한 유비와 혼인하게 함으로써 우호 관계를 깊게 하였다. 여동생 손부인은 무술을 즐기고, 생각이 민첩하며, 성격이 강맹(强猛)한 여걸이었다.
211년에는 자신의 본거지를 말릉으로 옮기고, 다음해 건업(建業)으로 개명했다.
213년 조조가 유수를 침공하자, 손권은 이를 저지하며 1개월 넘게 서로 대치하였다. 당시 손권은 몸소 배에 올라타 조조의 진영을 시찰하러 나섰다고 한다. 손권의 시찰단은 무기나 대오 등 어느 것 하나 흐트러짐 없이 완벽히 정돈된 상태였다. 그 모습을 본 조조는 “자식을 낳는다면 손권과 같은 자를 원한다”라고 칭찬하며 군사를 퇴각시켰다고 한다.
214년 유비가 익주를 평정하자 손권은 형주 반환을 요구했다. 이에 유비는 양주를 손에 넣으면 돌려주겠노라 답한다. 이에 화가 난 손권은 여몽을 파견해 장사, 영릉, 계양 세 군을 무력으로 탈취해 형주를 지키는 관우와 대립하게 된다. 그러나 조조가 한중을 침공해 왔으므로 유비는 익주를 잃을 것을 두려워하여 손권과 화해하였다. 이리하여 형주를 동서로 분할해 동쪽을 손권이, 서쪽을 유비가 다스리게 되었다.
그 후 손권은 합비를 10만 군세로 포위했는데, 성을 함락시키지 못하고 퇴각하다가 장료에게 기습당했다. 손권의 군사는 뿔뿔이 흩어지지만, 능통의 분전으로 겨우 궁지에서 벗어났다. 이 과정에서 진무가 전사하니 손권은 애통해 하며 친히 장례를 치르고 진무의 애첩을 순장시켰다.
217년 손권은 조조에게 항복하였다. 이는 형주를 둘러싼 유비와의 불화 때문인 것으로 여겨진다. 219년 관우가 공안(公安)과 남군(南郡)에 어느 정도 수비 병력을 남긴 채 조인이 지키는 양양을 포위했다. 형주를 노리던 손권은 이를 기회로 보고 여몽이 병에 걸렸다며 소환하는 척하면서 은밀히 전쟁 준비를 하였다. 관우가 여기에 속아서 전군을 번성으로 동원하고 상관(湘關)의 군량을 터니 마침내 손권이 배후를 쳐 형주를 평정하고 관우를 처형했다. 미방 등은 귀순하였다.
220년 조조가 죽자 그의 아들 조비가 헌제를 폐하고 스스로 황제(문제)로 즉위하여 후한을 멸망시키고 위나라를 건국한다. 다음해에는 유비는 제위에 올라 촉한을 건국한다. 손권은 계속하여 위나라에 신하의 예를 갖춰 문제로부터 오왕으로 봉해진다. 같은 해 7월, 유비가 군사를 이끌고 강동을 침공하자 손권은 육손을 총지휘관에 임명해 방어케 하였다. 그리고 이 틈에 위나라로부터 침략 받지 않도록 자주 사자를 파견했다. 이때 문제가 상아, 진주, 공작 등 귀한 진상품만을 헌상할 것을 요구하자 가신들이 일제히 분개하며 거절할 것을 요구했다. 그러나 손권은 “백성들의 목숨이 나 한 사람의 결단에 달려 있다”라며 이를 물리치고 바라는 물품을 모두 보내줬다고 한다. 222년(황초 3년) 육손이 화공으로 유비군을 격퇴시켰다.

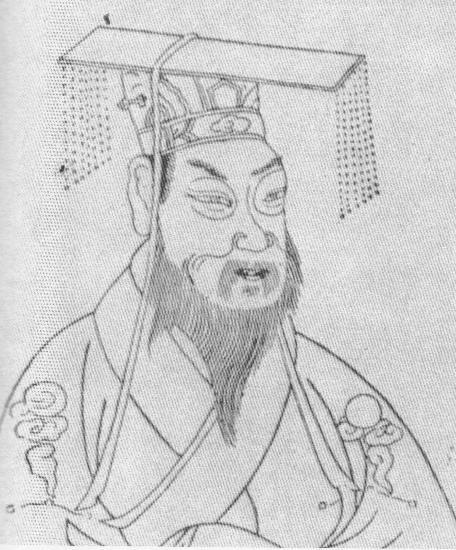
손권

그러나 그 무렵부터 위나라와의 관계도 악화되었다. 문제가 손권의 자식을 조정 관직에 취임시켜주겠다는 명분으로 인질을 요구했고, 손권이 이를 거부했기 때문이다. 그래서 위나라는 조진과 하후상을 지휘관으로 삼아 강동을 침공하였으나 이를 반장이 크게 무찔렀으며 손권은 이 공로로 반장을 우장군으로 진급시켰다. 이릉대전이 끝난 이후 오나라는 촉한에 사자를 파견해 다시 우호관계를 수복하였다.

### 오나라를 건국하다
229년(황룡 원년) 손권은 여러 신하들의 권고로 마침내 황제에 즉위하여 오나라를 건국한다. 이때 손견을 무열황제로 추존하면서 堅과 같았던 甄의 발음을 바꿔버린다. (견씨 참조)
230년 손권은 잦은 전쟁으로 인하여 오나라가 주민 부족에 시달리게 되자 위온과 제갈직에게 정병 1만명을 내주고 타이완 등지를 돌며 주민들을 징발하도록 지시했다. 그러나 위온과 제갈직은 가면서 풍랑을 만나 손권이 내려준 병력의 대부분을 잃고 그렇게 해서 타이완에 도착했는데 거기에 사는 타이완 원주민과 말레이 폴리네시아계의 원주민(고산족) 1천명을 징발해서 건업으로 되돌아갔다. 이에 손권은 대노하여 위온과 제갈직을 교수했다.
233년 요동의 공손연이 사자를 파견해 손권에게 번국의 예를 갖추었다. 손권은 답례로 병사 1만 명을 이끌고 금은보화를 공손연에게 보내도록 하고 배를 타고 요동으로 향했다. 장소가 아직 공손연이 신뢰할 만한 인물인지 알 수 없다며 반대했지만, 손권은 이 말을 듣지 않고 사자를 파견했다. 과연 공손연은 손권의 사자를 죽여 그 목을 위나라로 보내고, 오나라의 군대와 재물을 탈취했다. 손권은 장소의 집을 찾아가 나올 것을 권하나 손권이 자신의 말을 무시하며 함부로 대한 것에 마음이 상한 장소는 나오지 않았다. 화가 난 손권은 대문 밖에서 흙담을 쌓고, 기가 찬 장소도 안쪽에서 맞으로 흙담을 쌓았다. 손권은 장소가 안 나오자 아예 그의 집에 불을 질렀고, 그래도 그가 나오지 않자 황급히 불을 끄고 장소를 수레에 태워 귀빈으로 모셔왔다.

### 말년
그리고 241년에 황태자 손등이 죽자 후계 선정을 둘러싸고 내분이 일어났다. 손권은 처음에는 손화를 다음 황태자로 삼았지만, 손패도 아껴 그를 노왕에 봉하고 황태자와 동등하게 대했다. 그래서 신하들은 손화파와 손패파로 분열되었다. 고옹의 뒤를 이어 승상이 된 육손은 “적자와 서자의 대우에는 차별을 두어야 한다”라고 자주 상소했다. 그래서 손패파에게 죄가 날조되어 유형에 처해지고 만다. 손권이 문책 사자를 보내 추궁했으므로 육손은 분을 이기지 못해 죽게 된다. 그래서 후계 싸움은 더욱 격화되어갔다.
250년 손권은 양쪽 모두 벌하는 형식으로 손화를 황태자에서 폐하고, 손패에게는 자결을 명한 뒤 그 일당을 모조리 처형했다. 그리고 막내 손량을 황태자로 삼았다. 이 과정에서 손화 폐위를 간언한 신하 수십 명을 처형하거나 유배보냈다. 손권은 252년 4월, 제갈각에게 후사를 부탁하고 71세의 나이로 서거하였다. 정사 삼국지 저자 진수는 손권을 "시기심이 많고 살육하는 데는 과감 했으며 말년에 이르러서는 그런 모습이 더 심해졌다"고 평했다.

### 문화
강승회의 영향을 받아 불교를 숭배하여 강남에 건초사, 보은사, 용화사, 감로사 등을 지었다. 강승회의 설득을 통해 불교에 귀의한 기념으로 적오 10년(247년)에 건초사를 지었다. 이후 보은사는 어머니의 명복을 빌기 위해 지어졌고, 용화사는 부처의 사리를 모시기 위해 지어졌다. 이로 인해 중국의 강남 지역에 불교가 전파되기 시작했다.
평가
삼국지 역사가 배잠(裴潛)은 손중모(孫仲謀)가 주유, 노숙, 여몽, 육손과 같은 외교 학자들이 많아 정치감각이 출중하니 천하(天下)의 군웅들 중 하나로 볼 수 있다라고 평가했다.

## 손권을 섬긴 사람들
| - 동습 원대(元代) - 감녕 흥패(興覇) - 감택 덕윤(德潤) - 고옹 원탄(元歎) - 노숙 자경(子敬) - 능조 - 능통 공적(公績) - 마충 - 미방 자방(子方) - 반장 문규(文珪) - 반준 승명(承明) - 보즐 자산(子山) - 사섭 위언(威彦) - 사인 군의(君義) | - 서성 문향(文響) - 소비 - 손환 숙무(叔武) - 순우단 - 엄준 만재(曼才) - 여대 정공(定公) - 여몽 자명(子明) - 여범 자형(子衡) - 이이 - 오경 - 우번 중상(仲翔) - 육손 백언(伯言) - 육항 유절(幼節) - 장굉 자강(子綱) | - 장소 자포(子布) - 장승 중사(仲嗣) - 장휴 숙사(叔嗣) - 장흠 공혁(公奕) - 전종 자황(子璜) - 정병 덕추(德樞) - 정보 덕모(德謨) - 정봉 승연(承淵) - 정봉 - 제갈각 원손(元遜) - 제갈근 자유(子瑜) - 주방 자어(子魚) - 주연 의봉(義封) - 주유 공근(公瑾) | - 주치 군리(君理) - 주태 유평(幼平) - 주환 휴목(休穆) - 진무 자열(子烈) - 태사자 자의(子義) - 풍칙 - 하제 공묘(公苗) - 한당 의공(義公) - 황개 공복(公覆) |

## 친족관계
- 손강 · 손정의 계보는 각 항목을 참조할 것.

## 기년
| 오왕        | 원년                | 2년        | 3년        | 4년        | 5년        | 6년        | 7년                 | 8년             | -          | -                    |
| ----------- | ------------------- | ---------- | ---------- | ---------- | ---------- | ---------- | ------------------- | --------------- | ---------- | -------------------- |
| 서력 (西曆) | 222년               | 223년      | 224년      | 225년      | 226년      | 227년      | 228년               | 229년           | -          | -                    |
| 간지 (干支) | 임인(壬寅)          | 계묘(癸卯) | 갑진(甲辰) | 을사(乙巳) | 병오(丙午) | 정미(丁未) | 무신(戊申)          | 기유(己酉)      | -          | -                    |
| 연호 (年號) | 황무(黃武) 원년     | 2년        | 3년        | 4년        | 5년        | 6년        | 7년                 | 8년             | -          | -                    |
| 대제        | -                   | -          | -          | -          | -          | -          | -                   | 8년             | 9년        | 10년                 |
| 서력 (西曆) | -                   | -          | -          | -          | -          | -          | -                   | 229년           | 230년      | 231년                |
| 간지 (干支) | -                   | -          | -          | -          | -          | -          | -                   | 기유(己酉)      | 경술(庚戌) | 신해(辛亥)           |
| 연호 (年號) | -                   | -          | -          | -          | -          | -          | -                   | 황룡(黃龍) 원년 | 2년        | 3년                  |
| 대제        | 11년                | 12년       | 13년       | 14년       | 15년       | 16년       | 17년                | 18년            | 19년       | 20년                 |
| 서력 (西曆) | 232년               | 233년      | 234년      | 235년      | 236년      | 237년      | 238년               | 239년           | 240년      | 241년                |
| 간지 (干支) | 임자(壬子)          | 계축(癸丑) | 갑인(甲寅) | 을묘(乙卯) | 병진(丙辰) | 정사(丁巳) | 무오(戊午)          | 기미(己未)      | 경신(庚申) | 신유(辛酉)           |
| 연호 (年號) | 가화(嘉禾) 원년     | 2년        | 3년        | 4년        | 5년        | 6년        | 7년 적오(赤烏) 원년 | 2년             | 3년        | 4년                  |
| 대제        | 21년                | 22년       | 23년       | 24년       | 25년       | 26년       | 27년                | 28년            | 29년       | 30년                 |
| 서력 (西曆) | 242년               | 243년      | 244년      | 245년      | 246년      | 247년      | 248년               | 249년           | 250년      | 251년                |
| 간지 (干支) | 임술(壬戌)          | 계해(癸亥) | 갑자(甲子) | 을축(乙丑) | 병인(丙寅) | 정묘(丁卯) | 무진(戊辰)          | 기사(己巳)      | 경오(庚午) | 신미(辛未)           |
| 연호 (年號) | 5년                 | 6년        | 7년        | 8년        | 9년        | 10년       | 11년                | 12년            | 13년       | 14년 태원(太元) 원년 |
| 대제        | 31년                |            |            |            |            |            |                     |                 |            |                      |
| 서력 (西曆) | 252년               |            |            |            |            |            |                     |                 |            |                      |
| 간지 (干支) | 임신(壬申)          |            |            |            |            |            |                     |                 |            |                      |
| 연호 (年號) | 2년 신봉(神鳳) 원년 |            |            |            |            |            |                     |                 |            |                      |

## 일화
-삼국지 연의에서의 제갈량과의 설전-
촉•오 동맹이 성립되기 전 제갈량이 참모로 오나라에 방문한 적이 있다. 그때 나관중이 저술한《삼국지연의》에서 장소같은 오의 적나라한 지식인들을 제갈량이 설전으로 다 격파하고 결국 손권에게 설득을 하러 갔는데, 손권이 "그냥 위에 항복하는 게 어떻겠소?"라고 하자
제갈량이 그에 대한 반론으로 "우리 유황숙께선 한 정실 후손이시고, 인품이 뛰어나고, 민심까지 사고 있으니, 산도적같은 그대와는 비교가 안되나이다." 라고 하자 노발대발하며 방으로 들어갔단 이야기가 전한다.
사실 이건 정사와 나관중의 상상력을 합친 이야기이다. 그러므로 정사와는 관련이 없는 허구다.

## 같이 보기
- 삼국지 인물 목록
- 중국의 군주 목록